# Gőböly György
Gőböly György (2009, Gyula) fiatal veteránjármű-restaurátor, videós tartalomkészítő és rendezvényszervező. Ismert a "Gőböly Garázs" néven futó YouTube-csatornájáról, ahol klasszikus magyar autók felújítását dokumentálja.

## Életrajz
Gőböly György 2009-ben született Gyulán, Magyarországon. Fiatal kora ellenére elismert szakértője a veterán autók restaurálásának, különösen a Moszkvics és Wartburg típusoknak.

## Pályafutás
2021 óta aktívan dolgozik veterán járművek felújításán, munkáit rendszeresen megosztja YouTube-csatornáján. Videói népszerűek, és jelentős követőtáborral rendelkezik. Emellett szervez veteránjárműves eseményeket, például a Veterán Járműves Családi Napot.

## Járműgyűjtemény
- Moszkvics Aleko (1994), szürke, kész állapotban
- Két Moszkvics 426 Kombi (1970, 1971, fellelt állapotban
- Wartburg 353 (1982), napfénytetős, krómos, felújítás alatt

## Médiamegjelenések
- Fiatal veteránjármű-restaurátor. Oroscafé
- Fiatal veteránjármű-restaurátor. BEOL
- Fiatal veteránjármű-restaurátor. Metropol

## Külső hivatkozások
- Gőböly Garázs YouTube-csatorna